# (37857) 1998 EV14
1998 EV14 (asteroide 37857) é um asteroide da cintura principal. Possui uma excentricidade de 0.17950450 e uma inclinação de 15.62798º.
Este asteroide foi descoberto no dia 5 de março de 1998 por John Broughton em Reedy Creek.